# Tim Elliott
Tim Elliott (22 maart 1962)  is een golfprofessional  uit Australië. Hij speelt sinds 2012 op de Europese Senior Tour.
Elliott speelde vooral in Australië. In 1995 behaalde hij zijn eerste overwinning. Op de Royal Adelaide Golf Club won hij het Ford Open Kampioenschap twee weken nadat hij het Optus kampioenschap had gewonnen. Hij eindigde dat jaar op de 9de plaats van de Order of Merit.
Elliot speelde in 2000-2001 vier Australische toernooien die ook voor de Europese Tour meetelden, maar heeft nooit in Europa gespeeld totdat hij op de Tourschool kwam in 2012. Hij eindigde daar op de 7de plaats.  

## Gewonnen
- 1995: Optus Players Championship, Ford Open Championship (275, -17)
- 1998: Western Australian Open